# ChiWriter

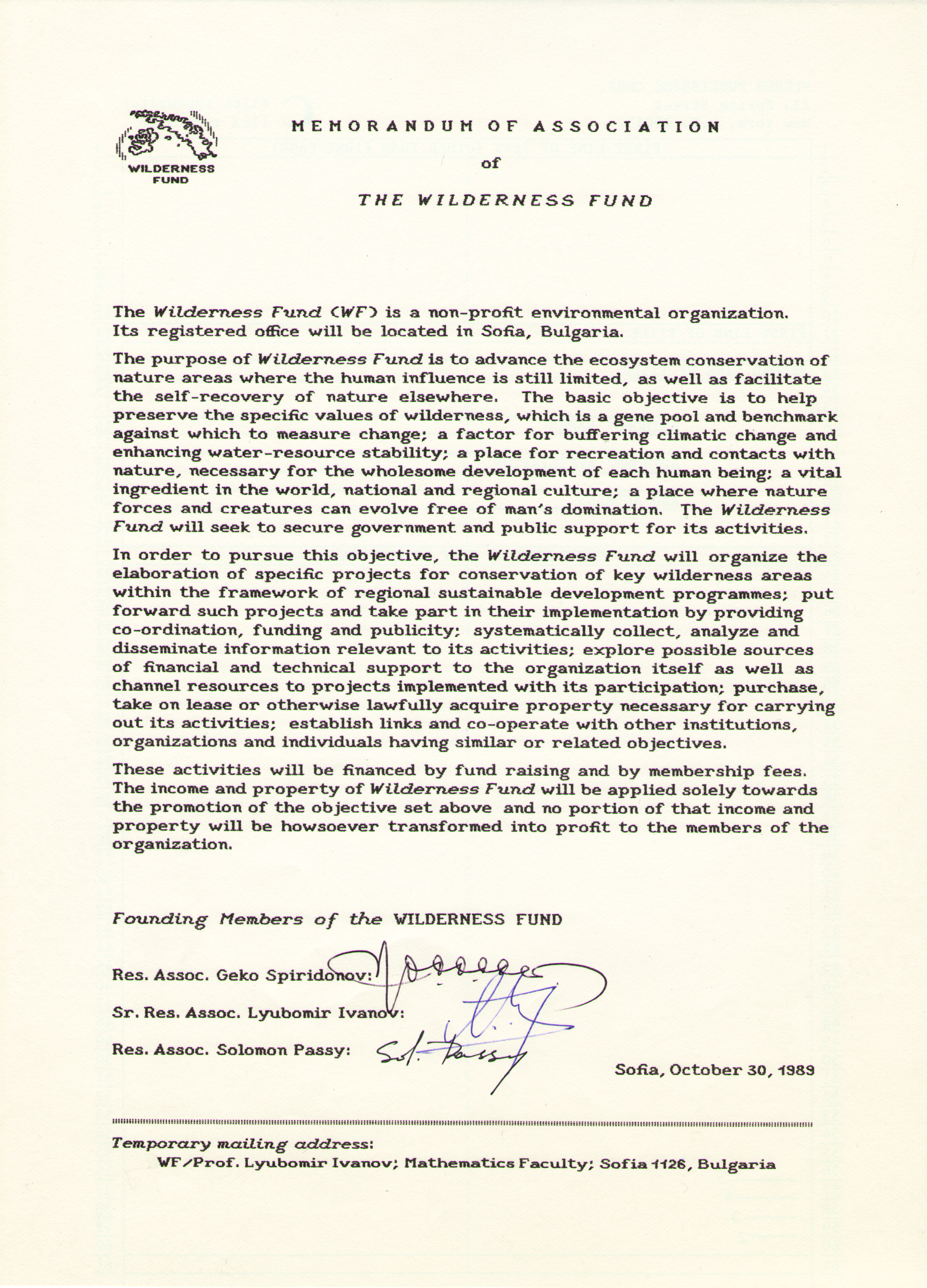
1989 ChiWriter text using customer-designed fonts.

ChiWriter war ein kommerzieller wissenschaftlicher Texteditor unter MS-DOS, 1986 programmiert von Cay Horstmann. Er war einer der ersten WYSIWYG-Editoren, der für mathematische Formeln geeignet war, sogar auf IBM PC XT Computern, die damals verbreitet waren.
Der Editor war mehr auf Schnelligkeit und interaktives Editieren ausgerichtet als auf eine gute Darstellung der Ergebnisse. Er hatte seine eigene grafische Oberfläche mit Bitmap-Fonts fester Breite. Obwohl er beliebt war (er erschien vielen Wissenschaftlern einfacher als TeX), führte dies zu seinem Untergang, als zunehmend Editoren mit Vektorfonts unter MS Windows aufkamen; 1996 wurde seine Weiterentwicklung eingestellt.
Die Grundidee von ChiWriter war, dass zu jeder normalen Zeile je eine zusätzliche Zeile hochgestellt und tiefgestellt möglich war, die ebenfalls Text enthalten konnte. Die zusätzlichen Zeilen wurden als Teil der normalen Zeile behandelt. Dies konnte für hochgestellte und tiefgestellte Zeichen verwendet werden und ebenfalls für komplexere Formeln oder auch Brüche. In Kombination mit der Möglichkeit, mehrere Schriftarten gleichzeitig zu verwenden (bis zu 20), z. B. das griechische Alphabet, kyrillische Alphabete und mathematische oder sonstige Symbole, war es recht einfach, in ChiWriter mathematische Texte zu erstellen. Jede Schriftart hatte dieselbe feste Größe, aber es konnten verschiedene Sätze für verschiedene Ausgabegeräte verwendet werden (z. B. niedrig aufgelöst für Bildschirmanzeige, hochaufgelöst für Druckausgabe). Mitunter konnten große Symbole (wie z. B. Integralzeichen) zusammengesetzt werden aus Schriftzeichen, die Symbolteile darstellten.
Der Editor war sehr anpassbar. Es gab auch einen Schrifteditor, der das Abändern von Schriftarten erlaubte sowie das Erstellen eigener Schriften (inklusive Proportionalschriften) und Symbole.